# Sakari Puisto
Pour les articles homonymes, voir Sakari et Puisto.
Sakari Rainer Puisto (né le 19 décembre 1976 à Tampere) est un homme politique finlandais.

## Biographie
Puisto obtient son diplôme de fin d'études secondaires en 1995 au lycée Sampo de Tampere.
Après avoir terminé son service militaire, il étudie les sciences naturelles à l'Université de Cambridge. Il obtient son doctorat de l'Université de Cambridge en 2004, après quoi il travaille à Shenzhen et à Hong Kong dans le sud de la Chine, pour des entreprises locales.

## Carrière politique
Aux élections municipales finlandaises de 2017, il est élu conseiller municipal de Tampere avec 508 voix.
Aux élections municipales finlandaises de 2021, il est réélu avec 1 431 voix.
Aux élections européennes de 2014 il obtient 2 684 voix et n'est pas élu.
Aux élections législatives finlandaises de 2015 il est candidat du parti des Finlandais pour la circonscription de Pirkanmaa, il obtient 2 762 voix et n'est pas élu.
Aux élections législatives finlandaises de 2019, il est élu député avec 4 837 voix.
Aux élections législatives finlandaises de 2023, il est réélu avec 6 592 voix.
Il est président  de la commission parlementaire des finances depuis le 19 avril 2023.
Depuis le 1er janvier 2022 il est membre du conseil d'administration de l’Institut finlandais des affaires internationales.
En outre, il est président du groupe d'amitié Lituanie-Finlande et du groupe d'amitié Pologne-Finlande du Parlement de Finlande depuis 2019.